# 蒙蒂雷亞爾和卡維德
蒙蒂雷亞爾和卡維德（葡萄牙語：União das Freguesias de Monte Real e Carvide）是葡萄牙萊里亞的一個堂區。它於2013年由前蒙蒂雷亞爾堂區和卡維德堂區合併而成。根據2011年的人口調查數據顯示，其居住人口為5,756人。其總面積為26.03平方公里。